# آسیاب بوان سفلی
آسیاب بوان سفلی مربوط به دوره قاجار است و در شهرستان ممسنی، بخش مرکزی، دهستان بکش ۱، ۱ کیلومتری شمال شرق روستای بوان سفلی واقع شده و این اثر در تاریخ ۳۰ بهمن ۱۳۸۶ با شمارهٔ ثبت ۲۰۸۵۲ به‌عنوان یکی از آثار ملی ایران به ثبت رسیده است.